# Kostroma (gudinna)
Kostroma var en fruktbarhetsgudinna inom slavisk mytologi.
Hon är främst känd från Ryssland, där riten känd som Semik, där Kostroma rituellt begravs i form av en halmdocka, är dedikerad till henne. 